# Trattato di Adrianopoli (1713)
Il Trattato di Adrianopoli fu firmato ad Adrianopoli tra Russia e Impero Ottomano il 24 giugno 1713 e conferma la Pace del Prut sottoscritta due anni prima che pose fine alla guerra russo-turca del 1710-1711. Il trattato aggiunge le seguenti disposizioni:
- Il confine russo-ottomano tra i fiumi Samara e Orel divide il territorio delimitato da questi fiumi in due parti uguali[1].
- Azov è restituita agli Ottomani[2][3].
- Qualsiasi incursione, offensiva o violenza è vietata tra i sudditi della Russia e quelli dell'Impero Ottomano.
- I russi devono stare esterni a tutti i conflitti tra i Calmucchi e i popoli della Crimea.
- Le rivendicazioni dei tatari di Crimea nei confronti del regno russo sono rinviate.

Questo trattato resterà in vigore per venticinque anni e sarà sostituito dopo la guerra russo-turca del 1735-1739 dalle disposizioni stabilite dal trattato di Belgrado e dalla trattato di Nyssa.